# Голлівуд-Парк (Техас)
Голлівуд-Парк (англ. Hollywood Park) — місто (англ. town) в США, в окрузі Беар штату Техас. Населення — 3130 осіб (2020).

## Географія
Голлівуд-Парк розташований за координатами 29°35′57″ пн. ш. 98°29′8″ зх. д. / 29.59917° пн. ш. 98.48556° зх. д. (29.599214, -98.485542).  За даними Бюро перепису населення США в 2010 році місто мало площу 3,83 км², з яких 3,82 км² — суходіл та 0,01 км² — водойми.

## Демографія
Згідно з переписом 2010 року, у місті мешкали 3062 особи в 1298 домогосподарствах у складі 931 родини. Густота населення становила 800 осіб/км².  Було 1405 помешкань (367/км²).
Расовий склад населення:
| - 95,8 % — білих - 0,8 % — азіатів - 0,6 % — корінних американців - 0,5 % — чорних або афроамериканців - 1,4 % — осіб інших рас |

До двох чи більше рас належало 1,0 %. Частка іспаномовних становила 15,4 % від усіх жителів.
За віковим діапазоном населення розподілялося таким чином: 19,4 % — особи молодші 18 років, 52,3 % — особи у віці 18—64 років, 28,3 % — особи у віці 65 років та старші. Медіана віку мешканця становила 51,5 року. На 100 осіб жіночої статі у місті припадало 89,2 чоловіків;  на 100 жінок у віці від 18 років та старших — 88,3 чоловіків також старших 18 років.
Середній дохід на одне домашнє господарство  становив 128 223 долари США (медіана — 81 500), а середній дохід на одну сім'ю — 154 573 долари (медіана — 106 016). За межею бідності перебувало 1,4 % осіб, у тому числі 0,0 % дітей у віці до 18 років та 2,0 % осіб у віці 65 років та старших.
Цивільне працевлаштоване населення становило 1198 осіб. Основні галузі зайнятості: науковці, спеціалісти, менеджери — 27,9 %, освіта, охорона здоров'я та соціальна допомога — 18,4 %, роздрібна торгівля — 12,7 %, фінанси, страхування та нерухомість — 9,5 %.